# جغين
جغين إحدى مناطق القبائل العربية في ساحل مكران وخاصة القحطانيين من عمان واليمن ودورهم في صراع مملكة هرمز، كذلك استقر بها لفترة قبائل الرند بقيادة الأمير شاكر ولهم قلعة بها قبل مغادرتهم إلى (سيوي) وكانت مسيطرة عليها من قبل التاجو دركانيين احفاد الرند منذ قدوم جدهم مير محمد مير عامر مير بكر مير حسن الرند حتى انضمامهم مع أبناء عمومتهم حكام ساحل مكران الغربي آل طاهر.